# سيسيل كينيث بيكر
سيسيل كينيث بيكر (بالإنجليزية: Cecil Kenneth Baker)‏ هو رسام جنوب أفريقي، ولد في 1921، وتوفي في 1 نوفمبر 1996.